# بينهغرد (مقاطعة غيلانغرب)
بينهغرد (بالفارسية: بینه‌گرد) هي قرية تقع في منطقة مركزية ريفية في إيران. يقدر عدد سكانها بـ 176 نسمة بحسب إحصاء 2016.